# Crotalaria sertulifera
Crotalaria sertulifera är en ärtväxtart som beskrevs av Paul Hermann Wilhelm Taubert. Crotalaria sertulifera ingår i släktet sunnhampor, och familjen ärtväxter. Inga underarter finns listade i Catalogue of Life.